# Terry Phelan
Terrence "Terry" Phelan (Manchester, 16 de março de 1967) é um ex-futebolista e treinador de futebol irlandês, nascido na Inglaterra.

## Carreira
Phelan iniciou sua carreira em 1984, com apenas 17 anos, ao serviço do Leeds United, ascendendo ao time principal na temporada 1985-86, disputando 14 partidas. Foi para o Swansea City, tendo relativo sucesso, apesar de não marcar nenhum gol nos 45 jogos em que esteve presente.
As prestações ao serviço do time galês - único fora da Inglaterra dentre os times que o zagueiro jogou no Reino Unido - levaram Phelan a ser contratado pelo Wimbledon, onde se consagrou em seis temporadas, disputando 159 partidas, e marcando um gol. Este desempenho levou o zagueiro a ser contratado pelo Manchester City, alcançando um bom desempenho como líder da defesa dos Citizens, atuando em 104 jogos, marcando dois gols.
Depois que saiu do City, a carreira de Phelan entrou em declínio apesar de sua contratação por parte do Chelsea, mas o zagueiro disputou apenas quinze jogos em duas temporadas.
Phelan ainda jogaria por Everton, Crystal Palace (por empréstimo), Fulham, Sheffield United sem sucesso.

## Na terceira divisão dos EUA
Após 17 anos jogando no Reino Unido, Phelan deixou o país para se aventurar no futebol dos EUA, representando o Charleston Battery, equipe da USL Pro (a terceira divisão da MLS), militando em 39 jogos.

## Nova Zelândia
Em outubro de 2005, aos 39 anos, Phelan foi escolhido como jogador e treinador do recém-criado Otago United.
Mesmo compartilhando funções, o zagueiro preferia permanecer mais no banco de reservas do que no gramado, realizando apenas seis jogos em quatro temporadas com a equipe de Dunedin.
A falta de resultados obrigou Phelan a entregar o cargo a seu assistente técnico, Malcolm Fleming, e desta forma encerrou a carreira de jogador aos 42 anos.

## Seleção
Phelan, que disputou uma partida pela Seleção Sub-21 da Irlanda e outra pelo time B, estrearia pelo time principal em 1991, um ano depois da primeira participação irlandesa em Copas.
Em 1994, foi convocado para a disputa da Copa de 1994, atuando em três jogos. Com as não-classificações para a Copa de 1998 e para as Eurocopas de 1996 e 2000, Phelan resolveu se aposentar da Seleção.
Com a camisa irlandesa, foram 42 partidas e um gol marcado.